# Джерело Вакалівське
Джерело́ Вакалі́вське — гідрологічна пам'ятка природи місцевого значення в Україні. Об'єкт природно-заповідного фонду Сумської області. 
Розташована в межах Сумського району Сумської області, на північ від села Вакалівщина. 
Площа 1 га. Оголошена рішенням Сумського облвиконкому № 306 20.06.1972 року № 305. Перебуває у віданні ДП «Сумське лісове господарство» (Піщанське л-во, кв. 123, діл. 17, 25). 
Статус надано для збереження підземного джерела з лікувальною мінеральною водою. Джерело і територія біля нього впорядковане, має інформаційно-охоронну таблицю. 

### Проблема офіційного реєстру
Станом на 1.01.2016 року об'єкт не міститься в офіційних переліках територій та об'єктів природно-заповідного фонду, оприлюднених на Єдиному державному вебпорталі відкритих даних http://data.gov.ua/ [Архівовано 4 травня 2016 у Wayback Machine.]. Проте ні в Міністерстві екології та природних ресурсів України, ні у Департаменті екології та природних ресурсів Сумської обласної державної адміністрації відсутня інформація про те, коли і яким саме рішенням було скасовано даний об'єкт природно-заповідного фонду. Отже, причина і дата скасування на сьогодні невідома.
Властивості джерела
У 1966 році за проханням Сумського обласного управління санепідстанції Одеським НДІ курортології та фізіотерапії був проведений хімічний аналіз води Вакалівського мінерального джерела.
Джерело розташоване у Балці Ловушка урочища Вакалівщина поруч з однойменним селом. За спогадами селян джерело існує білше 100 років.[i]
Вода цього джерела вважалась лікувальною, місцеві мешканці лікували нею різні хвороби, здебільше шлункові, але бували випадки зцілення навіть психічних розладів. Біля джерела горіла лампадка, стояла ікона, старі жінки служили молебні, бувало люди їхали сюди здалеку.
Видно, така відомість джерела і спонукала обласну СЕС звернутися до Одеси, щоб встановити наукову істину.
Що ж виявили дослідники.
Дебіт джерела досить потужний – 7-8 м3 за годину, або 170-200 м3 за добу.
Фізичні властивості води.[іi]
Вода прозора, зі слабким запахом сірководню. Інтенсивність запаху ІІІ бали за класифікацією Лурьє Ю.Ю. У води залізистий присмак, особливо відчутний через 2-3 години після того, як взяли пробу. Вода має ледь помітний жовтуватий колір, обумовлений скоріше наявністю гумінових кислот.[ііі] Температура води дорівнює 7,2 оС та не змінюється при коливаннях температури довколишнього середовища. Це дає можливість припустити, що підземні води, які живлять джерело, залягають на великій глибині. рН води – 7,2. Питома вага – 1,0005 г/см3.
Хімічні властивості води. Означена нижче кількість речовин (в міліграмах) міститься в 1 літрі води.
| Катіони | Аніони | Аніони |
| Амоній NH4+ – відсутній Літій Li+ – сліди Натрій Na+ – 21,4 Калій K+ – 4,2 Магній Mg2+ – 24,4 Кальцій Ca2+ – 141,7 Залізо Fe3+ – 27,5 Залізо Fe2+ – 0,6 Марганець Mn – 0,118 Мідь Cu2+ – 0,025 Нікель Ni – відсутній Ртуть Hg2+ – відсутня Свинець Pb2+ – відсутній Хром Cr – відсутній Цинк Zn2+ – відсутній. Сума – 219,966 | Хлор – 13,7 Бром – 1,8 Йод – 0,16 Сульфати – 46,9 Сульфіти – відсутні Тіосульфати – відсутні Сульфіди (заг.) – 0,69 Нітрати – відсутні Нітріти – відсутні Карбонати – відсутні Гідрокарбонати – 536,8 Гідроарсеніти – 0,4 Борати – 0,8 Фосфати (заг.) – 2,4 Сілікати (заг.) – 50,0 Сума – 653,65 |        |
| Загальна мінералізація – 873,616 | |        |

На підставі отриманих даних Одеським НДІ курортологій та фізіотерапії були зроблені такі висновки та рекомендації.
1. Не дивлячись на малу мінералізацію, вода Вакалівського джерела становить певну цінність з огляду на присутність бальнеологічних активних компонентів.
2. Вода джерела гідрокарбонатна кальцієво-магнієва залізиста кремніста зі значним вмістом сполук миш’яка (клас 1-А[iv])
3. Вода джерела може використовуватись для лікування захворювань органів травлення, залізодефіцитних анемій та інших урологічних захворювань.
4. Воду джерела можна рекомендувати для промислового розливу як залізисту воду при вищеозначених захворюваннях.

Треба сказати, що залізо у складі води джерела дуже нестійке. Через 2-3 години воно відновлюється киснем. Вода становиться біла, як молоко. Щоб стабілізувати нестійкий компонент, потрібно добавити в ємкість з водою аскорбінової кислоти (вітамін С), або наситити воду вуглецевим газом за допомогою наявних у магазинах балончиків з вуглекислотою.
У 1978 році студентами Сумського державного педагогічного інститута ім. А. С. Макаренко при виконанні дипломної роботи були повторно зроблені аналогічні хімічні аналізи води джерела[v]. Склад води не зазнав змін.
[i] Гудзенко П. А. Сумская область. Киев: Радянська школа, 1958.
[іi] Архів Сумського обласного управління санепідстанції. 1966.
[ііі] Гармонов И. В. Грунтовые воды степных и лесостепных Европейской части СССР и их гидрохимическая зональность. Труды лаборатории гидрогеологических проблем. Т. XVII. М.: Из-во АН СССР, 1958.
[iv] Александров В. А. Основы курортологии. Т. 1.Курортные ресурсы СССР. М.: Медгиз, 1956.
[v] Присецкая Н. Д., Шелих В. А. Анализ химического состава воды Вакаловского минерального источника. Дипломная работа. Сумы: СГПУ, 1978.